# San Giorgio (Schiff, 2001)
Die San Giorgio ist eine als Katamaran gebaute Schnellfähre.

## Geschichte
Das Schiff wurde unter der Baunummer 1658 auf der norwegischen Werft Fjellstrand für die maltesische Reederei Virtu Ferries gebaut. Die Kiellegung fand am 7. Juli 2000, der Stapellauf am 1. Februar 2001 statt. Die Fertigstellung erfolgte am 2. April 2001. Das Schiff wurde als San Gwann in Dienst gestellt, benannt nach der Stadt auf Malta. 
Die Fähre verkehrte ab Juni 2001 auf der von Virtu Ferries betriebenen Fährverbindung zwischen Malta und Sizilien. Ab Mai 2006 wurde das Schiff von Venezia Lines, einer Tochtergesellschaft von Virtu Ferries, in der Adria zwischen Italien und Kroatien eingesetzt. Im Juli 2006 wurde die Fähre in Charter der australischen Regierung genutzt, um australische Staatsbürger während des Libanonkrieges aus dem Land zu bringen. Ab Dezember 2006 wurde die Fähre von Venezia Lines zwischen Italien und Albanien eingesetzt.
Während des Bürgerkrieges in Libyen im Jahr 2011 wurde das Schiff eingesetzt, um Menschen außer Landes zu bringen. Im Verlauf des 2014 wieder aufgeflammten Bürgerkrieges in Libyen wurde das Schiff im Februar 2015 dafür genutzt, nach der Schließung der italienischen Botschaft in Tripolis das Botschaftspersonal sowie weitere Italiener zu evakuieren.
Am 23. September 2016 nahm die zur FRS-Gruppe gehörende Reederei FRS Caribbean mit dem Schiff den Fährverkehr zwischen Miami im US-Bundesstaat Florida und der zu den Bahamas gehörenden Inselgruppe Bimini auf. Am 9. November 2017 wurde die Verbindung auf Freeport ausgeweitet. Die Fährverbindung diente insbesondere auch dem zur Genting Group gehörenden Ferienresort World Bimini. Am 5. August 2019 wurde der Verkehr von FRS Caribbean eingestellt, nachdem Genting in Zusammenarbeit mit der zur spanischen Reederei Baleària gehörenden Baleària Caribbean ab dem 7. August eine Fährverbindung von Fort Lauderdale aus angekündigt hatte. FRS begründete den Rückzug mit kommerziellen Überlegungen. Zuvor war der ehemalige CEO der Baleària-Gruppe zur Zahlung von 2,8 Mio. US-Dollar an die Baleària-Gruppe verurteilt worden, weil er im Zusammenhang mit der Fährverbindung nach Bimini Informationen an Wettbewerber weitergegeben und geheime Gespräche zu Lasten der Baleària-Gruppe geführt haben soll, in deren Folge die Fährverbindung an die FRS-Gruppe vergeben wurde.
Aufgrund von Kapazitätseinschränkungen auf den nach Helgoland verkehrenden Fährschiffen infolge der COVID-19-Pandemie verkehrte die San Gwann vom 23. Juni bis Ende Oktober 2020 zusätzlich zur Halunder Jet zwischen Cuxhaven und Helgoland. Darüber hinaus wurde in den Sommermonaten dienstags eine Verbindung von Cuxhaven nach Hamburg angeboten.
Ab Ende Juni 2021 verkehrte die San Gwann auf der von FRS Iberia neu aufgenommenen Verbindung zwischen Ibiza und Formentera. Am 29. August 2021 lief sie kurz nach dem Auslaufen aus dem Hafen von Ibiza vor der kleinen Insel Es Malvins auf felsigen Grund. An Bord befanden sich 47 Personen – 35 Passagiere und 12 Besatzungsmitglieder – von denen 25 verletzt wurden. Das Schiff wurde erheblich beschädigt und drohte zu sinken. Am Abend des 31. Augusts wurde die San Gwann in den Hafen von Ibiza geschleppt.
Im November 2021 wurde das Schiff an das auf Malta ansässige Unternehmen Gianclaire Yachting verkauft und in San Giorgio umbenannt.

## Technische Daten und Ausstattung
Das Schiff wird von vier MTU-Dieselmotoren (Typ: 16V4000) mit jeweils 2320 kW Leistung angetrieben. Die Motoren wirken über Untersetzungsgetriebe auf vier Wasserstrahlantriebe. Für die Stromversorgung an Bord stehen zwei von Caterpillar-Dieselmotoren (Typ: 3306 DITA) mit jeweils 150 kW Leistung angetriebene Generatoren zur Verfügung.
Die Motoren sind in den beiden Rümpfen untergebracht. Auf den Rümpfen sind die Aufbauten mit zwei Decks aufgebaut, in denen Aufenthaltsräume mit Sitzplätzen für die Passagiere eingerichtet sind. Auf beiden Passagierdecks steht ein Thekenbereich für den Verkauf von Snacks und Getränken zur Verfügung. Auf dem Hauptdeck befindet sich der Aufenthaltsraum im vorderen Bereich des Schiffes. Dahinter befindet sich ein Fahrzeugdeck, auf dem 21 Pkw befördert werden können. Das Fahrzeugdeck ist über je eine Rampe am Heck des Schiffes und an der Steuerbordseite zugänglich. Die Brücke befindet sich im vorderen Bereich des Schiffes und ist auf das Oberdeck aufgesetzt.